# Campionato jugoslavo di rugby a 15
Il campionato jugoslavo di rugby a 15 (in serbo-croato Првенство Југославије у рагбију?, Prvenstvo Jugoslavije u ragbiju) fu il campionato di vertice di rugby a 15 in Jugoslavia dal 1957, anno della fondazione di Rugby saveza Jugoslavije, fino al 1992, anno di scioglimento della Jugoslavia.

## Storia[1]
Successivamente alla diffusione del rugby in Jugoslavia, della formazione delle prime squadre sul territorio (1953 e 1954) e della nascita della RSJ (1954), nel novembre 1957 si tenne il primo campionato jugoslavo di rugby. Nella prima stagione presero parte le migliori 4 squadre del paese: il Partizan, il Radnički, il Dinamo Pancevo (sotto il nome di RK Jedinstvo) e il Mladost. Il primo campionato fu vinto dal Dinamo Pancevo (RK Jedinstvo). 
Alcuni club preferirono il rugby a 13 (club serbi) mentre altri il rugby a 15 (club croati e sloveni). Il campionato si giocò con il regolamento del Rugby League fino al 1964, anno in cui il RSJ decise definitivamente di adottare i regolamenti della Rugby Union poiché universalmente considerato di maggiore importanza nonché più popolare. Questa transizione permise alla federazione jugoslava di entrare nella FIRA nel settembre 1964.

## Albo d'oro
| Stagione | Vincitore      | 2º posto          |
| -------- | -------------- | ----------------- |
| 1957     | Dinamo Pancevo | Mladost           |
| 1958     | Mladost        | Dinamo Pancevo    |
| 1959     | Partizan       | Dinamo Pancevo    |
| 1960     | Partizan       | Mladost           |
| 1961     | Partizan       | Nada              |
| 1962     | Nada           | Mladost           |
| 1963     | Nada           | Mladost           |
| 1964     | Nada           | Brodarac Belgrado |
| 1965     | Nada           | Mladost           |
| 1966     | Nada           | Brodarac Belgrado |
| 1967     | Nada           | Dinamo Pancevo    |
| 1968     | Dinamo Pancevo | Nada              |
| 1969     | Dinamo Pancevo | Nada              |
| 1970     | Nada           | Dinamo Pancevo    |
| 1971     | Nada           | Zagabria          |
| 1972     | Nada           | Mladost           |
| 1973     | Nada           | Dinamo Pancevo    |
| 1974     | Dinamo Pancevo | Makarska Rivijera |
| 1975     | Zagabria       | Nada              |
| 1976     | Zagabria       | Lubiana           |
| 1977     | Zagabria       | Dinamo Pancevo    |
| 1978     | Zagabria       | Dinamo Pancevo    |
| 1979     | Dinamo Pancevo | Zagabria          |
| 1980     | Zagabria       | Dinamo Pancevo    |
| 1981     | Zagabria       | Dinamo Pancevo    |
| 1982     | Čelik          | Zagabria          |
| 1983     | Čelik          | Zagabria          |
| 1984     | Čelik          | Nada              |
| 1985     | Čelik          | Nada              |
| 1986     | Čelik          | Nada              |
| 1987     | Čelik          | Nada              |
| 1988     | Partizan       | Čelik             |
| 1989     | Nada           | Čelik             |
| 1990     | Čelik          | Zagabria          |
| 1991     | Partizan       | Čelik             |

## Vittorie per squadra
| Squadra        | Titoli | Anni                                                             |
| -------------- | ------ | ---------------------------------------------------------------- |
| Nada           | 11     | 1962, 1963, 1964, 1965, 1966, 1967, 1970, 1971, 1972, 1973, 1989 |
| Čelik          | 7      | 1982, 1983, 1984, 1985, 1986, 1987, 1990                         |
| Zagabria       | 6      | 1975, 1976, 1977, 1978, 1980, 1981                               |
| Dinamo Pancevo | 5      | 1957, 1968, 1969, 1974, 1979                                     |
| Partizan       | 5      | 1959, 1960, 1961, 1988, 1991                                     |
| Mladost        | 1      | 1958                                                             |